# Anatoli Wladimirowitsch Sassow
Anatoli Wladimirowitsch Sassow (russisch Анатолий Владимирович Засов; * 3. Oktober 1941 in Borissoglebsk, Oblast Jaroslawl) ist ein russischer Astrophysiker, Astronom und Hochschullehrer.

## Leben
Nach dem Besuch der Mittelschule studierte Sassow an der physikalischen Fakultät der Lomonossow-Universität Moskau (MGU) mit Abschluss 1964. Nach dem Studium trat er als Laborant in das Sternberg-Institut für Astronomie (GAISch) der MGU ein. Er verteidigte seine Kandidat-Dissertation 1970 und seine Doktor-Dissertation 1989. Er wurde 1990 Professor des Lehrstuhls für Astrophysik und Stellarastronomie der MGU und Leiter der Abteilung für Extragalaktische Astronomie des GAISch. In den 1970er und 1980er Jahren war er ein Pionier der Erforschung der Kinetik der Spiralnebel.
Sassow arbeitet mit dem Spezialobservatorium für Astrophysik der Russischen Akademie der Wissenschaften und der physikalischen Fakultät der Staatlichen Universität Wolgograd zusammen. Er ist Autor von mehr als 150 wissenschaftlichen Arbeiten und Koautor von Lehrbüchern. Er ist Mitglied der Internationalen Astronomischen Union (IAU) und arbeitete in deren Kommission 28 Galaxies und verschiedenen Divisions mit.

## Preise
- Lomonossow-Preis der MGU (1996)[3]
- Preis der Astronomischen Gesellschaft der UdSSR (1996 zusammen mit Juri Nikolajewitsch Jefremow und A. T. Tschernin) für eine Reihe von Untersuchungen von Sternkomplexen in Galaxien[3]
- Staatspreis der Russischen Föderation (2003)[3]